# Josenan
Josenan is een bestuurslaag in het regentschap Madiun van de provincie Oost-Java, Indonesië. Josenan telt 5493 inwoners (volkstelling 2010).